# Colômbia (kommun)
Colômbia är en kommun i Brasilien.   Den ligger i delstaten São Paulo, i den sydöstra delen av landet, 500 km söder om huvudstaden Brasília. Antalet invånare är 5 994.
Följande samhällen finns i Colômbia:
- Colômbia

Omgivningarna runt Colômbia är en mosaik av jordbruksmark och naturlig växtlighet. Runt Colômbia är det ganska tätbefolkat, med 129 invånare per kvadratkilometer.